# Umowa o dożywocie
Umowa o dożywocie lub umowa dożywocia (czasami też dożywocie) – rodzaj umowy cywilnoprawnej, na mocy której jedna ze stron zobowiązuje się zapewnić drugiej dożywotnie utrzymanie w zamian za przeniesienie na jej rzecz własności nieruchomości. Umowa ta uregulowana została w art. 908–916 Kodeksu cywilnego.
Umowa dożywocia skutkuje przeniesieniem własności nieruchomości, dlatego musi być zawarta w formie aktu notarialnego pod rygorem nieważności. Przeniesienie własności nieruchomości jednocześnie powoduje obciążenie nieruchomości prawem dożywocia.

## Charakter umowy
Umowa o dożywocie jest umową zobowiązującą, wzajemną i odpłatną. Zawiera element losowy, ponieważ czas trwania obowiązków nabywcy nieruchomości uzależniony jest od długości życia dożywotnika. Od darowizny różni ją wzajemność świadczenia, od sprzedaży brak ustalonej ceny. Wykazuje podobieństwa do tzw. odwróconej hipoteki.

## Prawo dożywocia
Osobę uprawnioną na podstawie umowy o dożywocie nazywa się dożywotnikiem. Może nim być sam zbywający nieruchomości lub osoba mu bliska (np. współmałżonek). Dokładny zakres uprawnień dożywotnika zwykle określa umowa o dożywocie. W braku odmiennych ustaleń umownych nabywca powinien przyjąć zbywającego jako domownika, dostarczać mu wyżywienia, ubrania, mieszkania, światła i opału, a także zapewnić mu odpowiednią pomoc i pielęgnowanie w chorobie oraz sprawić mu własnym kosztem pogrzeb odpowiadający miejscowym zwyczajom.
Prawo dożywocia może zostać ustanowione na rzecz więcej niż jednej osoby. W razie śmierci jednej z tych osób świadczenie nabywcy ulegają odpowiedniemu zmniejszeniu.

## Zamiana dożywocia na rentę
Na żądanie jednej ze stron umowy sąd może zamienić wszystkie lub niektóre uprawnienia wynikające z prawa dożywocia na dożywotnią rentę odpowiadającą wartości tych uprawnień. Dotyczy to takich sytuacji, gdy między dożywotnikiem a zobowiązanym wytworzyły się złe relacje i stosunki tego rodzaju, że nie można wymagać od stron dotychczasowej umowy, żeby pozostawały nadal w bezpośredniej ze sobą styczności.

## Dożywocie w wizji artystycznej
W powieści Edith Pargeter Monk’s Hood (Trujący lek) i opartym na niej filmie rycerz Gerwazy Bonell planuje przekazanie swego majątku ziemskiego opactwu w Shrewsbury w zamian za dożywotnie utrzymanie dla siebie, swej żony i służących. Zakonnicy są zdziwieni, gdyż wartość majątku znacznie przekracza ewentualne koszty utrzymania. Do zawarcia umowy nie dochodzi, gdyż oferent ginie otruty tytułowym lekiem.

## Znaczenie historyczne
W dawnym prawie polskim dożywociem (łac. advitalitium) nazywano dożywotnią rentę. W tym znaczeniu słowo to zostało użyte w komedii Aleksandra Fredry pt. Dożywocie.